# Јининг
Јининг (伊宁) град је Кини у покрајини Синкјанг. Према процени из 2009. у граду је живело 276.555 становника.

## Становништво
Према процени, у граду је 2009. живело 276.555 становника.
| 1990.   | 2000.   | 2009    |
| ------- | ------- | ------- |
| 176.399 | 229.440 | 276.555 |